# Emil von Schenckendorff

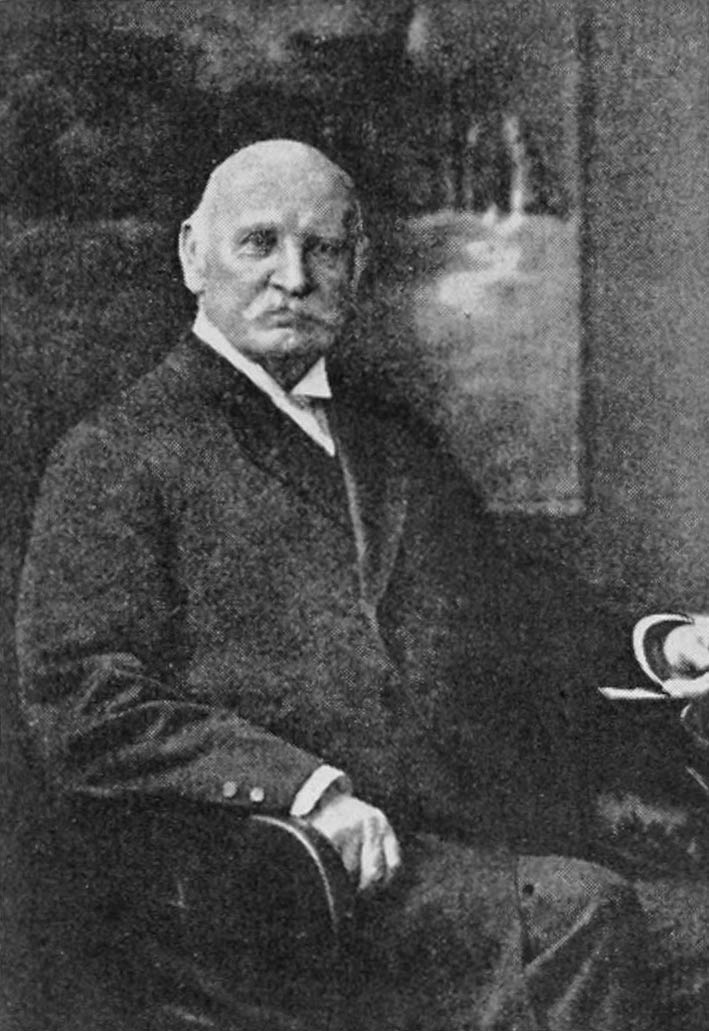
Emil von Schenckendorff

Emil Gustav Theodor von Schenckendorff (* 21. Mai 1837 in Soldin; † 1. März 1915 in Berlin) war ein preußischer Reformpädagoge, Mitglied des Abgeordnetenhauses, Offizier, Reichstelegrafendirektionsrat und Förderer der Sportbewegung.

## Leben

### Familie
Emil war ein Sohn des Rendanten Moritz von Schenckendorff (1806–1888) und dessen erster Ehefrau Johanna, geborene Borkenhagen (1811–1857). Die Offiziere Max von Schenckendorff und Heinrich von Schenckendorff sind seine Neffen.

### Werdegang
Nach seinem Abschied aus der Preußischen Armee bekleidete Schenckendorff ab 1873 den Beamtenposten eines Telegraphendirektionsrates in einer Telegraphenanstalt. Von 1882 bis 1898 und erneut von 1904 bis zu seinem Tode 1915 war er Abgeordneter im Preußischen Abgeordnetenhaus, wo er den Wahlkreis Regierungsbezirk Liegnitz 8 (Stadt- und Landkreis Görlitz - Lauban) vertrat, er gehörte zur Fraktion der Nationalliberalen Partei. Daneben hielt er den Posten eines Stadtrates von Görlitz (1878–1881). Von 1888 bis 1915 war Schenckendorff Stadtverordneter in Görlitz.
Ab 1881 war Schenckendorff Geschäftsführer des Vereins für Knaben-Handarbeit in Görlitz und förderte zusammen mit dem Gymnasialdirektor sowie Turnpädagogen Gustav Eitner (1835–1905) in dessen Görlitzer Amtszeit, von 1882 bis 1898, die Jugendspiele. Auf Anregung des damaligen Landtags-Abgeordneten berief der Gymnasialdirektor eine Generalversammlung am 23. Mai 1883 ein und warb für die Einführung des „Jugendspiels“ als Bewegungsspiele im Freien während des Sommerhalbjahres und besondere „Übungen im Pfeilschießen und Speerwerfen innerhalb eines überdachten Raums im Winterhalbjahr“. Die Bedeutung des „Jugendspiels“ sollte in seinem Ziel und Zweck bestehen, die körperliche Entwicklung und Gesundheit der Schüler zu fördern.
Im Jahr 1891 gründete der Abgeordnete Schenckendorff den Zentralausschuß zur Förderung der Jugend- und Volksspiele und übernahm den Posten des Vorsitzenden.
Durch Schenckendorff erfuhr die junge Spielbewegung eine erste Militarisierung. Zudem war er Mitglied der Görlitzer Freimaurerloge „Zur gekrönten Schlange“ und erhielt am 21. Mai 1911 die Ehrendoktorwürde der Universität Kiel.
Emil von Schenckendorff wurde auf dem Friedhof in Görlitz beigesetzt.

## Werke
- Über Jugend und Volksspiele. 1892.
- Wehrkraft durch Erziehung. Leipzig 1904.